# エジプト沿岸警備隊
エジプト湾岸警備隊（エジプトえんがんけいびたい、アラビア語: قوات حرس الحدود）は、エジプトの軍事部門の一つ。エジプト海軍に属する。
エジプト海軍が海上の防衛に努めるのに対してエジプト湾岸警備隊は海上で起きている犯罪の調査・防止や、スエズ運河の警備などを担当している。

## 組織
エジプト湾岸警備隊は軍の一つとして機能しており、5,000人以上の隊員と数十隻の巡視船を保有している。本部はアレクサンドリアに置かれている。
近年では難民対策に力を入れている。